# Пітерборо (графство)
Пітерборо (англ. Peterborough County) — графство у провінції Онтаріо, Канада. Графство є переписним районом та адміністративною одиницею провінції. Пітерборо розташований в Південному Онтаріо.
Місто Пітерборо знаходиться на терені графства, але є відокремленим муніципалітетом і не є підзвітним уряду графства Пітерборо, проте є його адміністративним центром.
Графство було утворено у 1838 і називано на честь полковника Пітера Робінсона (англ. Col. Peter Robinson), який у 1825 році прибув разом з 2000 переселенцями з Ірландії.

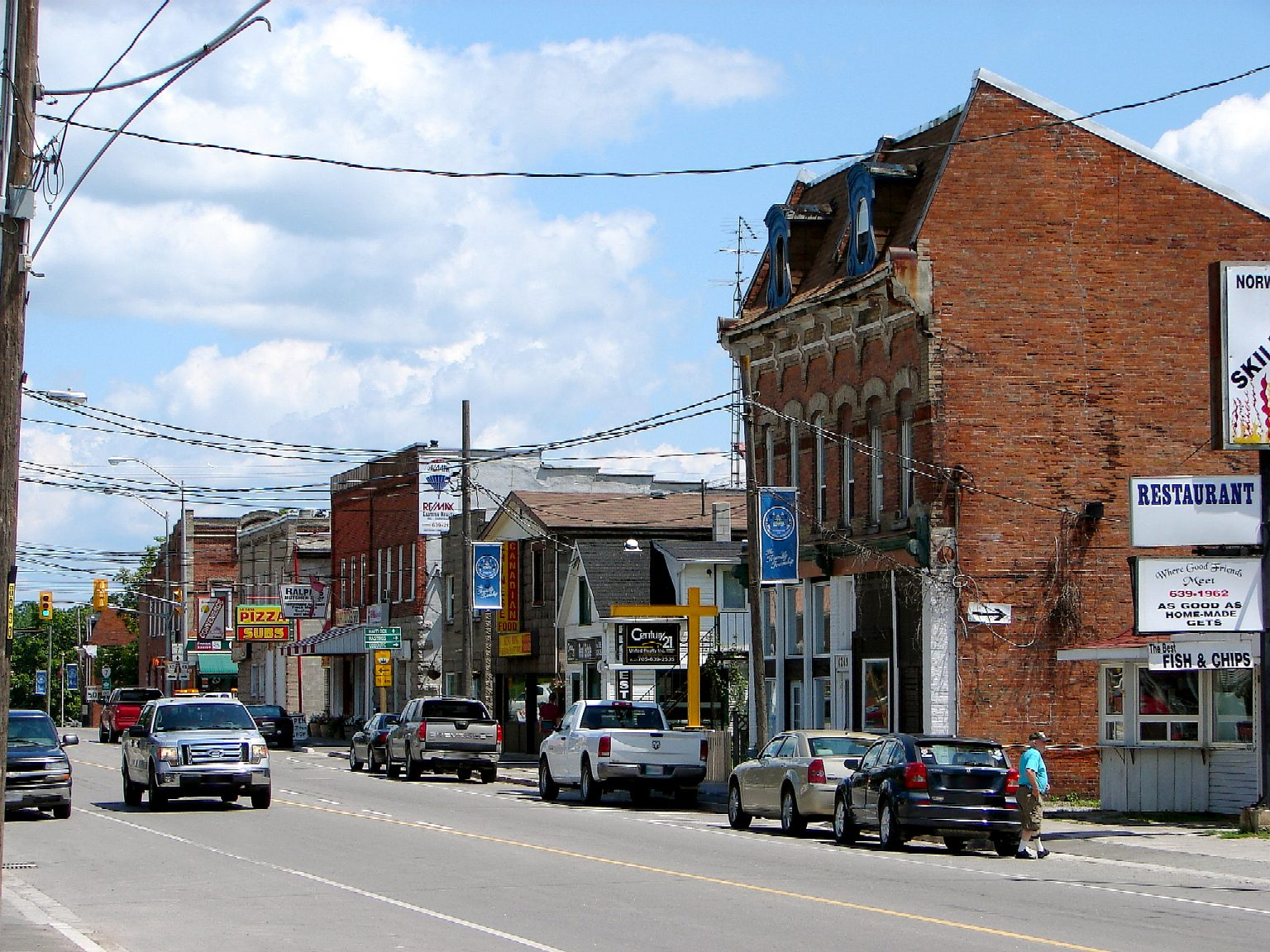
Норвуд, Онтаріо

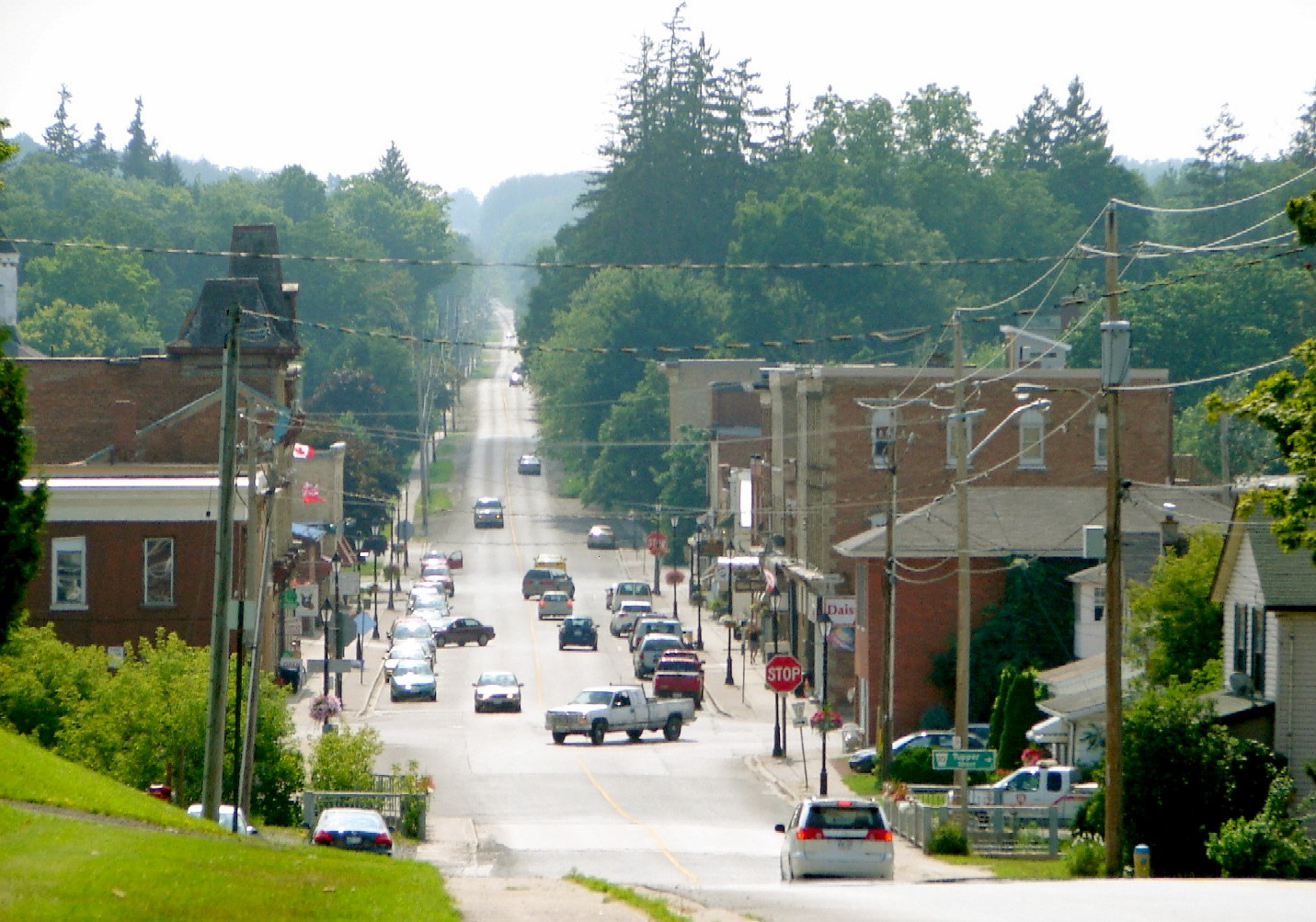
Міллбрук, Онтаріо

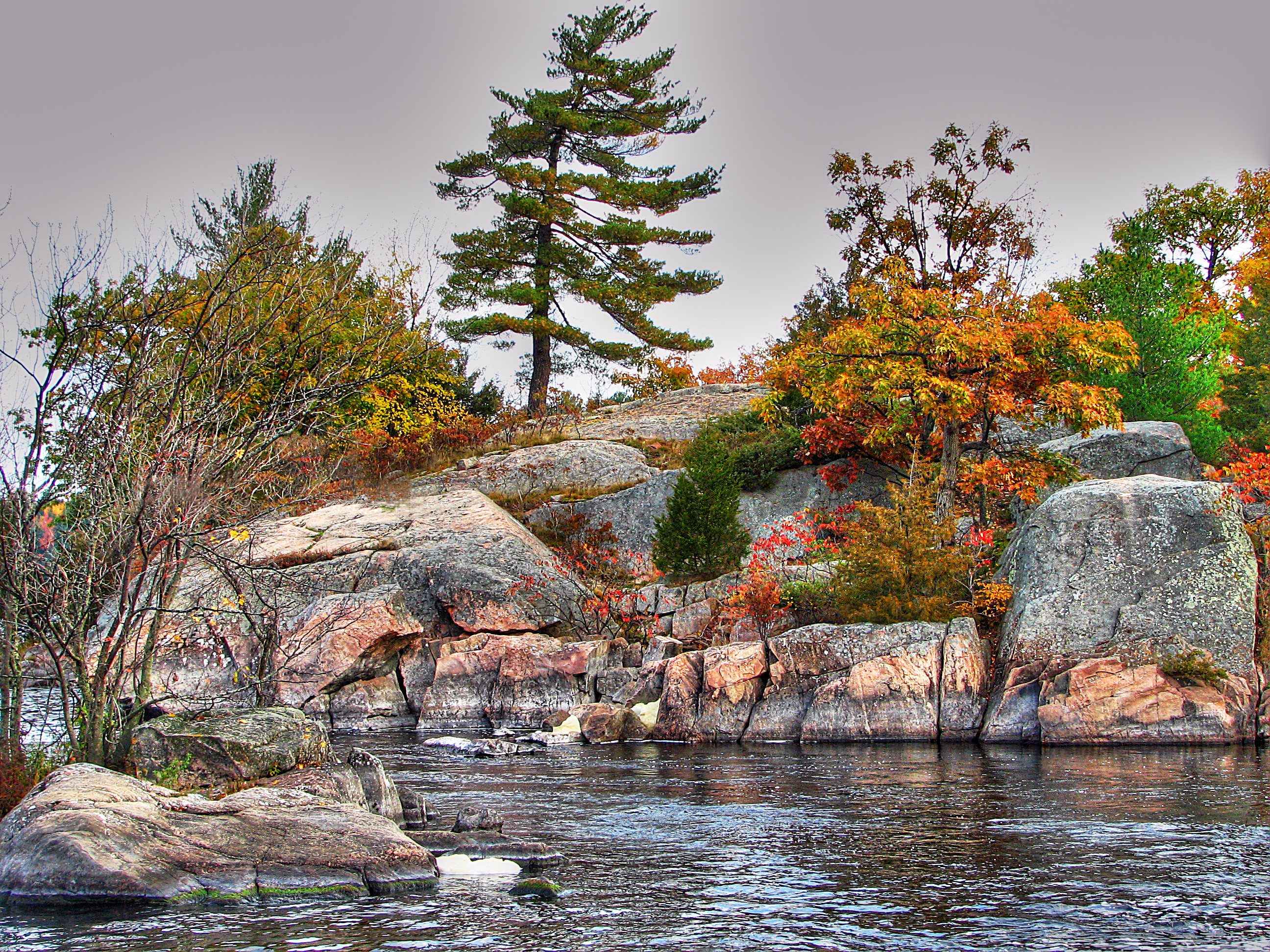
Бурле-Фоллс, Галвей-Кавендіш-Гарві, Онтаріо

## Адміністративний поділ
У склад графства входить вісім муніципалітетів, («селищ»):
- Асфодел-Норвуд (англ. Asphodel-Norwood)
- Каван-Монаган (англ. Cavan-Monaghan)
- Доро-Думмер (англ. Douro-Dummer)
- Галвей-Кавендіш-Гарві (англ. Galway-Cavendish and Harvey)
- Гавелок-Белмонт-Метьюн (англ. Havelock-Belmont-Methuen)
- Північний Каварта (англ. North Kawartha)
- Отонабі-Південний Моноган (англ. Otonabee-South Monaghan)
- Сміт-Еннісмур-Лейкфілд (англ. Smith-Ennismore-Lakefield)

Резервації індіанців:
- Керв-Лейк Перша Нація 35 (англ. Curve Lake First Nation 35, Ontario)

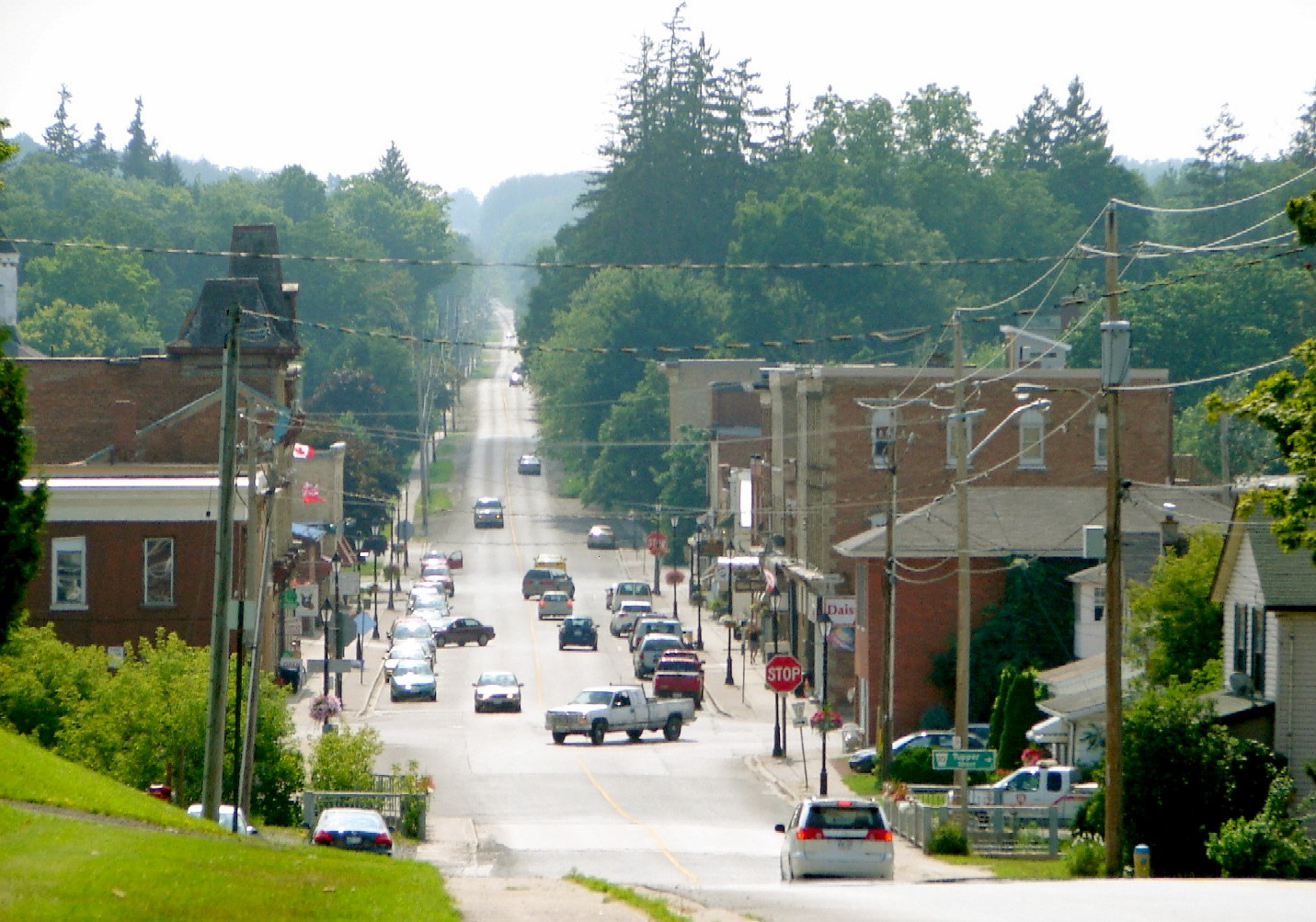
Мільрук, Каван-Монаган, Онтаріо

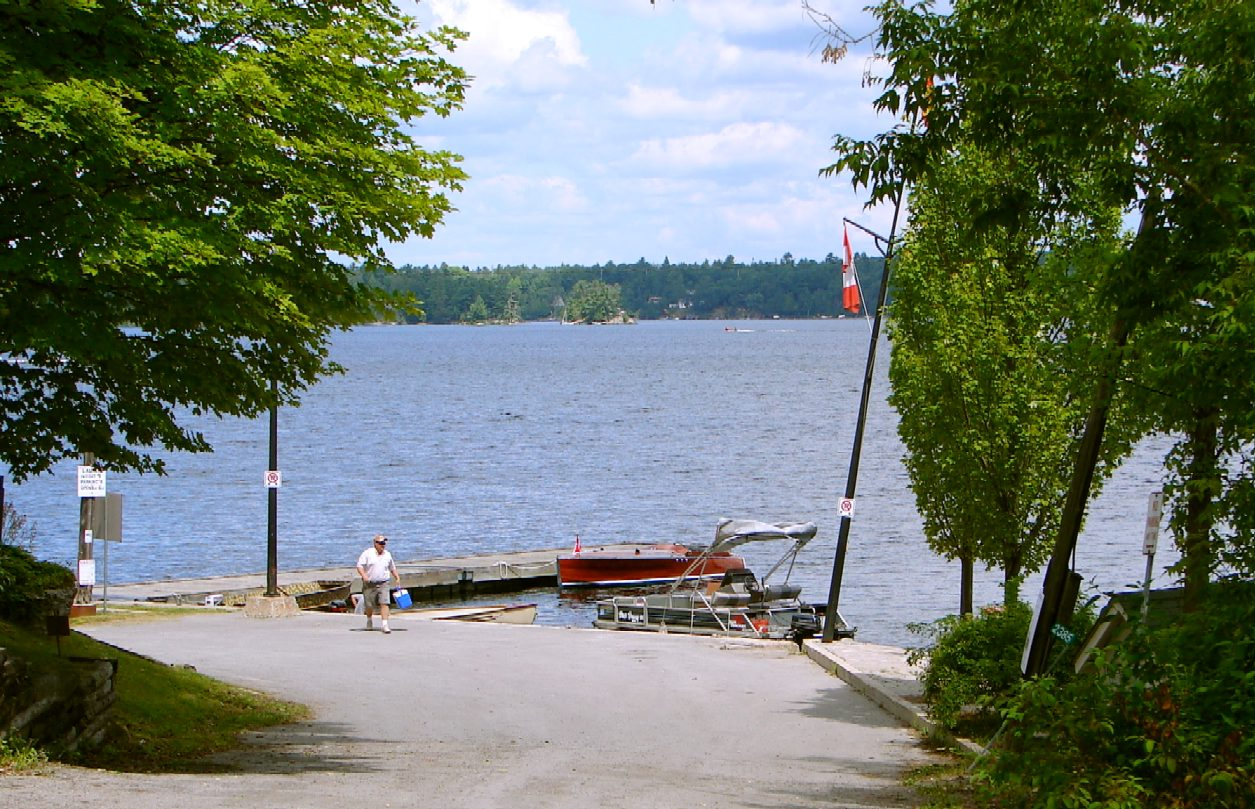
Крос-Ландінг, Доро-Думмер, Онтаріо

- Гайавата Перша Нація (англ. Hiawatha First Nation)